# 淫虐地獄
『淫虐地獄』、あるいは『地獄の七人』（仏: La plus longue nuit du diable、伊: La terrificante notte del demonio、英: Devil's Nightmare）は、1971年に製作されたベルギー・イタリアのホラー映画。エリカ・ブラン主演。

## ストーリー
1945年、ナチスのフォン・ロンベルク男爵（ジャン・セルヴェ）は戦争が終わると娘を生贄に捧げた。彼の一族は、長女として産まれた娘はサキュバスになるという恐ろしい呪いを受けていたためであった。
それから幾年か経ち、神学生アルヴァン・ソレル（ジャック・モンソー）を含む7人の旅行客は、橋が洪水で破壊されたため足止めされる。彼らは悪魔のような姿の奇妙な男に出会い、渡し船に乗るよう勧められるが、到着が遅すぎてその日の最後の渡し船には間に合わなかった。その後、地元の住民に助けられ、彼らは宿泊と食事を提供している古い城に案内される。
リサ・ミュラー（エリカ・ブラン）という名の若い女性も城に滞在するようになった。リサは観光客一人ひとりの弱点を突いて誘惑し、それぞれの罪を利用しながら七つの大罪に基づいて彼らを殺害していく。

## キャスト
- リサ：エリカ・ブラン
- フォン・ロンベルク男爵：ジャン・セルヴェ
- 悪魔：ダニエル・エミルフォーク
- アルヴァン・ソレル：ジャック・モンソー

## ノヴェライズ
- "Au service du diable"

パトリス・ロム著（日本語版未訳）
脚本家の一人であるパトリス・ロムによるノヴェライズが1972年にフランスのガリエラ書店より刊行。怪奇&SF小説レーベルのBibliothèque de l'étrange（異端の図書館）叢書に収録された。同叢書からはフランス・イタリア合作映画『悪霊の家』（フアン・ルイス・ブニュエル監督、1973年）や、フランスのTVシリーズ"Les fleurs succombent en Arcadie"（ジャン・ヴェルニエ監督、音楽ジョルジュ・ドルリュー、1973年）のノヴェライズも刊行されていた。

## リメイク
- "The Devil's Nightmare"

2012年にアメリカのデヴィッド・ザゴルスキー監督によってリメイクされた（日本未公開）。